# 熊本県道268号水俣港大黒町線
熊本県道268号水俣港大黒町線（くまもとけんどう268ごう みなまたこうだいこくちょうせん）は、熊本県水俣市を通る一般県道である。

## 概要

### 路線データ
- 起点：熊本県水俣市梅戸町2丁目（水俣港）
- 終点：熊本県水俣市大黒町1丁目（国道3号交点、熊本県道・鹿児島県道117号水俣出水線起点）

## 地理

### 通過する自治体
- 水俣市

### 交差する道路
| 交差する道路                                | 交差する場所 | 交差する場所 |
| ------------------------------------------- | ------------ | ------------ |
| 国道3号 熊本県道・鹿児島県道117号水俣出水線 | 大黒町1丁目  | 終点         |

### 沿線
- 水俣港
- JNC水俣製造所
- 水俣市立水俣第二小学校